# Vincho Castillo
Marino Vinicio Castillo , también conocido como Vincho (San Francisco de Macorís, 18 de julio de 1931), es un abogado y político dominicano. Castillo es presidente del partido conservador Fuerza Nacional Progresista.

## Familia
Castillo es hijo del abogado de principios del siglo XX Pelegrín Castillo Agramonte y de Narcisa Rodríguez. Nieto del general Manuel María Castillo Medrano, quien luchó en la guerra de la Restauración y se enfrentó a la primera ocupación estadounidense, y bisnieto del general Manuel Castillo Álvarez, activista que participó en la guerra de independencia dominicana y quien era primo de Ramón Matías Mella Castillo, considerado como uno de los tres Padres de la Patria dominicana.
Castillo está casado con Sogela Semán con quien tiene cuatro hijos: Pelegrín (n. 1956), Juárez (n. 1957), Vinicio (n. 1963), y Sogela Castillo Semán (n. 1969). Tiene dos hijos extramatrimoniales: Marino Martín Castillo Ruiz (n. 1962), engendrado con Dilcia Rafaela Ruiz; y Denise Francina Castillo Guaba (n. 1963), engendrada con Lidia Julia Guaba Martes.

## Carrera política
Vincho Castillo es hijo de Pelegrín Castillo, abogado y fundador de la firma de abogados que Vincho mantiene hasta ahora. Durante la dictadura de Rafael Leónidas Trujillo fue designado diputado para el Congreso, y luego trabajó con Joaquín Balaguer en la Reforma Agraria de principios de los 70.
En 1959 dio un discurso celebrando la derrota de insurgentes que buscaban el derrocamiento de Trujillo.

“Hoy precisamente nos congrega en esta asamblea de fervorosa lealtad hacia un ideario político inmaculado, el infinito goce y profundo deleite surgido en el alma nacional, en ocasión de la aplastante victoria obtenida por las fuerzas armadas y populares de nuestro pueblo, que se irguieron vibrantes de valor y de coraje para triturar los focos de ofensa con que se quería masacrar el alto nombre del valor dominicano, desconociendo miserablemente los ideales de paz y de progreso a que vive aferrado este pueblo, lejos ya del bochorno del caos y nutrido por la savia milagrosa del pensamiento de Trujillo”.

En 1960 pidió la incautación de los bienes de la Iglesia Católica, tras ésta criticar a Trujillo y denunciar el totalitarismo.
Durante las elecciones de 1978, Castillo fue una figura central en el "Madrugonazo" o "Fallo Histórico", maniobra mediante la cual Balaguer logró despojar fraudulentamente al Partido Revolucionario Dominicano de seis senadores, lo que le permitió mantener una mayoría en el Senado con la que buscaba contrarrestar el poder del presidente democráticamente elegido, Antonio Guzmán Fernández.
Durante los años 80, Vincho persiguió sin éxito varios cargos públicos. Como un enemigo del Partido Revolucionario Dominicano, tuvo su oportunidad en 1986, cuando Balaguer volvió al poder y lo nombró para enjuiciar a Salvador Jorge Blanco, que había dejado la presidencia unos meses antes. Jorge Blanco fue acusado de corrupción pública y condenado a 20 años, aunque el juicio fue altamente politizado e ilegal en varios aspectos.
En los años 90, Vincho era candidato presidencial y candidato al Senado, pero perdió ambas elecciones. En la campaña electoral de 1996 acusó al candidato José Francisco Peña Gómez de ser narcotraficante y de practicar vudú. A partir de 1996, se adhirió a Leonel Fernández, sirviendo a él como el presidente del Consejo Nacional de Drogas.
En el año 2013, como director de Ética e Integridad Gubernamental, es cuestionado por diversos medios de comunicación y de la sociedad civil por supuestamente ocultar bienes en su declaración jurada de bienes y no cumplir con el decreto 486-12 , ni con la ley 79-82 de Declaración Jurada de Bienes.

## Años posteriores
En los últimos años, desde su cese como director de Ética e Integridad Gubernamental, Castillo se ha concentrado en continuar produciendo su programa de televisión, "La Respuesta". A través de esta plataforma ha defendido al senador estadounidense Bob Menendez de las alegaciones de posible corrupción que se han producido en 2015 por su relación con la República Dominicana.